# Xenoclarias
Xenoclarias – rodzaj słodkowodnych ryb sumokształtnych z rodziny długowąsowatych (Clariidae).

## Zasięg występowania
Gatunki endemiczne Jeziora Wiktorii w Afryce.

## Klasyfikacja
Gatunki zaliczane do tego rodzaju:
- Xenoclarias eupogon
- Xenoclarias holobranchus

Niektórzy autorzy zaliczają do tego rodzaju tylko X. eupogon, uznając X. holobranchus za synonim.
Gatunkiem typowym jest X. eupogon.